# Coffeen
Coffeen és una població dels Estats Units a l'estat d'Illinois. Segons el cens del 2000 tenia 709 habitants.

## Demografia
Segons el cens del 2000, Coffeen tenia 709 habitants, 292 habitatges, i 202 famílies. La densitat de població era de 265,8 habitants/km².
Dels 292 habitatges en un 31,8% hi vivien nens de menys de 18 anys, en un 55,1% hi vivien parelles casades, en un 9,6% dones solteres, i en un 30,5% no eren unitats familiars. En el 28,1% dels habitatges hi vivien persones soles el 18,5% de les quals corresponia a persones de 65 anys o més que vivien soles. El nombre mitjà de persones vivint en cada habitatge era de 2,43 i el nombre mitjà de persones que vivien en cada família era de 2,93.
Per edats la població es repartia de la següent manera: un 25,8% tenia menys de 18 anys, un 6,1% entre 18 i 24, un 26,5% entre 25 i 44, un 21,6% de 45 a 60 i un 20% 65 anys o més.
L'edat mediana era de 40 anys. Per cada 100 dones de 18 o més anys hi havia 88,5 homes.
La renda mediana per habitatge era de 29.375 $ i la renda mediana per família de 38.750 $. Els homes tenien una renda mediana de 35.938 $ mentre que les dones 16.429 $. La renda per capita de la població era de 13.755 $. Aproximadament el 16,2% de les famílies i el 20,6% de la població estaven per davall del llindar de pobresa.

## Poblacions més properes
El següent diagrama mostra les poblacions més properes.